# Nút giao thông Byeollae
Nút giao thông Byeollae (Tiếng Hàn: 별내 나들목, 별내IC) còn được gọi là Byeollae IC là nút giao số 13 của Đường cao tốc vành đai 1 vùng thủ đô nằm ở Byeollae-dong, Namyangju-si, Gyeonggi-do. Có thể đi tới Namyangju-si, Guri-si , Nowon-gu, Seoul, v.v. Khi đi vào hướng Seongnam hoặc ra khỏi hướng Goyang, các phương tiện phải sử dụng làn đường ngoài cùng của trạm thu phí Buramsan và thanh toán phí qua trạm thu phí Buramsan khi vào hoặc ra. Vào thời điểm quy hoạch, tên dự kiến là Nút giao thông Deoksong.

## Lịch sử
- 24 tháng 6 năm 1999: Nút giao thông Deoksong được công bố tại Trung tâm Quy hoạch Đô thị Thành phố Namyangju[1]
- 30 tháng 6 năm 2006: Bắt đầu kinh doanh với việc khai trương đoạn Toegyewon ~ Uijeongbu của Đường cao tốc vành đai ngoài Seoul[2]

## Thông tin cấu trúc
- Vị trí: Byeollae-dong, Namyangju-si, Gyeonggi-do
- Văn phòng kinh doanh: 146-23, Siksong 1-ro, Namyangju-si, Gyeonggi-do (Byeolnae-dong)

## Lối vào nút giao thông
- Buram-ro